# Gul albuckla
Gul albuckla (Taphrina sadebeckii) är en svampart som beskrevs av Johanson 1886. Gul albuckla ingår i släktet Taphrina och familjen häxkvastsvampar.  Arten är reproducerande i Sverige. Inga underarter finns listade i Catalogue of Life.